# Козюлино (Псковская область)
Козюлино — деревня в Великолукском районе Псковской области России. Входит в состав сельского поселения «Лычёвская волость».
Расположена, на правом берегу реки Вскуица (Крупица, приток Ловати), в 23 км к юго-востоку от центра города Великие Луки.

## Население
Численность населения по оценке на 2000 год составляла 1 житель, на 2010 год — постоянные жители отсутствовали.

## Достопримечательности
В деревне находится памятник советским воинам.